# Copa Libertadores 1988
Navigation
Édition précédente Édition suivante
La Copa Libertadores 1988 est la 29e édition de la Copa Libertadores. Le club vainqueur de la compétition est désigné champion d'Amérique du Sud 1988 et se qualifie pour la Coupe intercontinentale 1988 et la Copa Interamericana 1988.
C'est le club uruguayen du Nacional Montevideo qui remporte le trophée cette année, après avoir battu en finale les Argentins de Newell's Old Boys, qui atteignent la finale pour la première fois. C'est le troisième titre pour Peñarol et le deuxième consécutif d'un club uruguayen. L'attaquant des Millonarios Arnoldo Iguarán est sacré meilleur buteur de la compétition avec un total de cinq réalisations.
La compétition change de format cette année. Plusieurs modifications ont été décidées par la CONMEBOL :
- À l'issue du premier tour, ce sont désormais les deux premiers de chaque poule qui se qualifient pour le deuxième tour, joué sous forme de matchs aller-retour à élimination directe. Les cinq équipes qualifiées rejoignent ensuite le tenant du titre pour disputer la phase finale, qui voit une équipe repêchée entre les quarts et les demi-finales. Ce format spécial n'est utilisé que cette saison. Il permet ainsi aux deux finalistes de se rencontrer une première fois au stade des quarts de finale... où Newell's Old Boys est repêché et peut poursuivre son parcours jusqu'en finale !
- Il n'y a plus de match d'appui lors des rencontres à élimination directe, si les deux rencontres aller et retour ne permettent pas de départager les équipes. Dans ce cas, une prolongation est jouée et si l'équité persiste, c'est la différence de buts globale sur les deux rencontres qui est utilisée (voire la règle des buts marqués à l'extérieur). Ce cas de figure se produit cette saison avec la victoire 3-0 du Nacional au match retour, après avoir perdu 1-0 à l'aller.

## Clubs engagés
- Club Atlético Peñarol - Tenant du titre
- Newell's Old Boys - Champion d'Argentine 1987-1988
- Club Atlético San Lorenzo de Almagro - Vainqueur de la Liguilla pré-Libertadores 1987
- Club Bolívar - Champion de Bolivie 1987
- Oriente Petrolero - Vice-champion de Bolivie 1987
- Sport Club do Recife - Qualifié via la Copa União
- Guarani Futebol Clube - Qualifié via la Copa União
- Club Deportivo Universidad Católica - Champion du Chili 1987
- Club Social y Deportivo Colo-Colo - Vainqueur de la Liguilla pré-Libertadores 1987
- Millonarios Fútbol Club - Champion de Colombie 1987
- Corporación Deportiva América Cali - Vice-champion de Colombie 1987
- Barcelona Sporting Club - Champion d'Équateur 1987
- Club Deportivo Filanbanco - Vice-champion d'Équateur 1987
- Cerro Porteño - Champion du Paraguay 1987
- Club Olimpia - Vice-champion du Paraguay 1987
- Club Universitario de Deportes - Champion du Pérou 1987
- Club Alianza Lima - Vice-champion du Pérou 1987
- Montevideo Wanderers Fútbol Club - 1er de la Liguilla pré-Libertadores 1987
- Club Nacional de Football - 2e de la Liguilla pré-Libertadores 1987
- Club Sport Marítimo de Venezuela - Champion du Venezuela 1986-1987
- Deportivo Táchira FC - Vice-champion du Venezuela 1986-1987

## Compétition

### Premier tour
| Rang | Équipe                  | Pts | J | G | N | P | Bp | Bc | Diff |  | Résultats (▼ dom., ► ext.) | UCa | Col | Mar | Tac |
| ---- | ----------------------- | --- | - | - | - | - | -- | -- | ---- |  | -------------------------- | --- | --- | --- | --- |
| 1    | CD Universidad Católica | 10  | 6 | 4 | 2 | 0 | 9  | 4  | +5   |  | CD Universidad Católica    |     | 1-0 | 2-1 | 3-1 |
| 2    | CSD Colo-Colo           | 9   | 6 | 4 | 1 | 1 | 7  | 3  | +4   |  | CSD Colo-Colo              | 2-2 |     | 1-0 | 2-0 |
| 3    | CS Maritimo             | 3   | 6 | 0 | 3 | 3 | 2  | 5  | -3   |  | CS Maritimo                | 0-0 | 0-1 |     | 1-1 |
| 4    | Deportivo Táchira FC    | 2   | 6 | 0 | 2 | 4 | 2  | 8  | -6   |  | Deportivo Táchira FC       | 0-1 | 0-1 | 0-0 |     |

| Rang | Équipe                    | Pts | J | G | N | P | Bp | Bc | Diff |  | Résultats (▼ dom., ► ext.) | New | SLo | Bar | Fil |
| ---- | ------------------------- | --- | - | - | - | - | -- | -- | ---- |  | -------------------------- | --- | --- | --- | --- |
| 1    | Newell's Old Boys         | 8   | 6 | 2 | 4 | 0 | 5  | 1  | +4   |  | Newell's Old Boys          |     | 0-0 | 3-0 | 1-0 |
| 2    | San Lorenzo de Almagro    | 8   | 6 | 3 | 2 | 1 | 6  | 4  | +2   |  | San Lorenzo de Almagro     | 0-0 |     | 2-1 | 2-0 |
| 3    | Barcelona Sporting Club   | 7   | 6 | 3 | 1 | 2 | 9  | 8  | +1   |  | Barcelona Sporting Club    | 0-0 | 2-0 |     | 4-2 |
| 4    | Club Deportivo Filanbanco | 1   | 6 | 0 | 1 | 5 | 5  | 12 | -7   |  | Club Deportivo Filanbanco  | 1-1 | 1-2 | 1-2 |     |

| Match d'appui pour la 1re place | Newell's Old Boys | 1 - 0 | San Lorenzo de Almagro |  |  |
| 7 août 1988                     | Víctor Ramos      |       |                        |  |  |

| Rang | Équipe                    | Pts | J | G | N | P | Bp | Bc | Diff |  | Résultats (▼ dom., ► ext.) | ACa | Nac | Mil | Wan |
| ---- | ------------------------- | --- | - | - | - | - | -- | -- | ---- |  | -------------------------- | --- | --- | --- | --- |
| 1    | América de Cali           | 9   | 6 | 4 | 1 | 1 | 8  | 6  | +2   |  | América de Cali            |     | 0-0 | 2-1 | 1-0 |
| 2    | Club Nacional de Football | 8   | 6 | 3 | 2 | 1 | 8  | 7  | +1   |  | Club Nacional de Football  | 2-0 |     | 4-1 | 1-0 |
| 3    | Millonarios Fútbol Club   | 4   | 6 | 2 | 0 | 4 | 14 | 12 | +2   |  | Millonarios Fútbol Club    | 2-3 | 6-1 |     | 3-0 |
| 4    | Montevideo Wanderers      | 3   | 6 | 1 | 1 | 4 | 3  | 8  | -5   |  | Montevideo Wanderers       | 1-2 | 0-0 | 2-1 |     |

| Rang | Équipe            | Pts | J | G | N | P | Bp | Bc | Diff |  | Résultats (▼ dom., ► ext.) | Ori | Bol | CPo | Oli |
| ---- | ----------------- | --- | - | - | - | - | -- | -- | ---- |  | -------------------------- | --- | --- | --- | --- |
| 1    | Oriente Petrolero | 7   | 6 | 3 | 1 | 2 | 8  | 8  | 0    |  | Oriente Petrolero          |     | 1-3 | 2-2 | 1-0 |
| 2    | Club Bolívar      | 6   | 6 | 3 | 0 | 3 | 12 | 10 | +2   |  | Club Bolívar               | 1-2 |     | 2-0 | 2-0 |
| 3    | Cerro Porteño     | 6   | 6 | 2 | 2 | 2 | 6  | 7  | -1   |  | Cerro Porteño              | 1-0 | 3-2 |     | 0-0 |
| 4    | Club Olimpia      | 5   | 6 | 2 | 1 | 3 | 6  | 7  | -1   |  | Club Olimpia               | 1-2 | 4-2 | 1-0 |     |

| Rang | Équipe                         | Pts | J | G | N | P | Bp | Bc | Diff |  | Résultats (▼ dom., ► ext.)     | Gua | Uni | Rec | Ali |
| ---- | ------------------------------ | --- | - | - | - | - | -- | -- | ---- |  | ------------------------------ | --- | --- | --- | --- |
| 1    | Guarani Futebol Clube          | 8   | 6 | 3 | 2 | 1 | 9  | 5  | +4   |  | Guarani Futebol Clube          |     | 1-1 | 4-1 | 1-0 |
| 2    | Club Universitario de Deportes | 8   | 6 | 2 | 4 | 0 | 5  | 2  | +3   |  | Club Universitario de Deportes | 1-1 |     | 1-0 | 2-0 |
| 3    | Sport Club do Recife           | 5   | 6 | 2 | 1 | 3 | 7  | 6  | +1   |  | Sport Club do Recife           | 0-1 | 0-0 |     | 5-0 |
| 4    | Club Alianza Lima              | 3   | 6 | 1 | 1 | 4 | 2  | 10 | -8   |  | Club Alianza Lima              | 2-1 | 0-0 | 0-1 |     |

### Second tour
| Équipe 1                | Résultat      | Équipe 2                       | Aller | Retour |
| ----------------------- | ------------- | ------------------------------ | ----- | ------ |
| CD Universidad Católica | 1 - 1e        | Club Nacional de Football      | 1 - 1 | 0 - 0  |
| América de Cali         | 3 - 2         | Club Universitario de Deportes | 1 - 0 | 2 - 2  |
| Oriente Petrolero       | 2 - 1         | CSD Colo-Colo                  | 2 - 1 | 0 - 0  |
| San Lorenzo de Almagro  | 2 - 1         | Guarani Futebol Clube          | 1 - 1 | 1 - 0  |
| Club Bolívar            | 1 - 1 2-3 tab | Newell's Old Boys              | 1 - 0 | 0 - 1  |

### Quarts de finale
| Équipe 1               | Résultat | Équipe 2                  | Aller | Retour |
| ---------------------- | -------- | ------------------------- | ----- | ------ |
| Newell's Old Boys      | 2 - 3    | Club Nacional de Football | 1 - 1 | 1 - 2  |
| San Lorenzo de Almagro | 1 - 0    | Club Atlético Peñarol     | 1 - 0 | 0 - 0  |
| Oriente Petrolero      | 1 - 3    | América de Cali           | 1 - 1 | 0 - 2  |

- Newell's Old Boys est repêché pour les demi-finales en tant que meilleur perdant.

### Demi-finales
Pour éviter une finale entre clubs d'un même pays, le tirage au sort des demi-finales est orienté afin que les deux formations argentines se rencontrent.
| Équipe 1                  | Résultat | Équipe 2               | Aller | Retour |
| ------------------------- | -------- | ---------------------- | ----- | ------ |
| Newell's Old Boys         | 3 - 1    | San Lorenzo de Almagro | 1 - 0 | 2 - 1  |
| Club Nacional de Football | 2 - 1    | América de Cali        | 1 - 0 | 1 - 1  |

### Finale
| 19 octobre 1988 | Newell's Old Boys | 1 - 0 | Club Nacional de Football | Stade Gigante de Arroyito, Rosario                 |                                                    |
|                 | Gabrich 60e       |       |                           | Spectateurs : 45 000 Arbitrage : Hernán Silva Arce | Spectateurs : 45 000 Arbitrage : Hernán Silva Arce |

| 26 octobre 1988 | Club Nacional de Football               | 3 - 0 ap | Newell's Old Boys | Stade Centenario, Montevideo                          |                                                       |
|                 | Vargas 13e · Ostolaza 36e · de León 78e |          |                   | Spectateurs : 75 000 Arbitrage : Arnaldo Cézar Coelho | Spectateurs : 75 000 Arbitrage : Arnaldo Cézar Coelho |

| Vainqueur de la Copa Libertadores 1988    |
| ----------------------------------------- |
| Club Nacional de Football Troisième titre |